# Maresciallo di campo
Il maresciallo di campo dall'originale francese Maréchal de camp (a volte feldmaresciallo,) è un grado militare della categoria degli ufficiali generali dell'esercito. Le sue origini risalgono all'alto medioevo, quando, all'epoca dei primi re franchi, il termine maresciallo indicava il custode dei cavalli del sovrano.
La denominazione ha valore diverso nelle tradizioni militari delle varie nazioni. Storicamente il maresciallo di campo è stato in alcuni paesi (Spagna, Messico) l'ufficiale di comando della divisione, in altri (Francia, Portogallo, Brasile) della brigata. Laddove oggi il grado è ancora usato (ad esempio nel Regno Unito e Romania), esso è il più alto rango militare e si situa al di sopra del generale o del colonnello generale. Alcune nazioni usano però il grado di maresciallo, mentre altre hanno avuto il feldmaresciallo generale. In aviazione esistono i ranghi di maresciallo delle forze aeree (Marshal of the Air Force) e di maresciallo dell'aria; gli equivalenti nella marina sono invece i gradi di ammiraglio della flotta (Admiral of the Fleet) e grande ammiraglio.
Al momento della promozione ai feldmarescialli veniva tradizionalmente assegnato, in segno del loro rango, un bastone decorativo spesso adornato di gioielli e intarsiato di metalli preziosi.

## Nel mondo
Il grado di Field Marshal è usato in Australia, Filippine, India, Nuova Zelanda, Regno Unito, Sudafrica, Uganda. Corrisponde ai ranghi (alcune volte effettivi, altre onorari) di Mushīr in Egitto, Sotamarsalkka in Finlandia, maréchal de France in Francia, Generalfeldmarschall in Germania, Bozorg Arteshtaran in Iran, Yang di-Pertuan Agong in Malaysia, Gran Mariscal del Perú in Perù, Marszałek Polski in Polonia, Mareşal României in Romania, General-fel'dmaršal in Russia, Chom Phon in Thailandia, Mareşal o Müşir in Turchia. Ranghi equivalenti esistono anche in Albania, Bangladesh, Pakistan. In Unione Sovietica era previsto il grado di Maršal Sovetskogo Sojuza.

### Cina
Nella Cina imperiale i generali vittoriosi ricevevano il titolo di feldmaresciallo (元帥 yuan shuai) o grande feldmaresciallo (大元帥 da yuan shuai). Uno dei più famosi fu Yue Fei della dinastia Song.

### Francia
Il grado di Maréchal de camp fu istituito in Francia nel XVI secolo e non era il massimo grado, che fu la carica di maresciallo generale dei campi e delle armate, che dal 1610 divenne un ufficio della Corona. Il maresciallo di campo aveva il compito di ripartire gli alloggiamenti di truppe e di disporli sul campo di battaglia.
All'epoca della Rivoluzione francese (1789) si contavano 768 marescialli di campo, e nel 1792 ne furono creati ex novo altri 12. Il grado di maréchal de camp corrispondeva al generale di brigata, dal quale fu sostituito nel 1793 allorché scomparve dalla gerarchia militare.
Sottostava al Luogotenente generale, a sua volta poi generale di divisione, quindi il Lieutenant Général des armées (generale di corpo d'armata).
Il distintivo del Maréchal de camp aveva due stelle, una in più del colonnello maggiore. Il rango fu ripristinato con la Restaurazione e la Monarchia di Luglio.
Il massimo grado militare dell'Ancien régime era invece il maresciallo di Francia, sopravvissuto fino all'età contemporanea, anche se solo come distinzione o dignità.
Dalla tradizione dell'esercito Francese i "marescialli di campo", gli ultimi ma i primi - dalla base al vertice della gerarchia - degli ufficiali, nei ranghi erano  essenziale - primo collegamento tra la truppa, i sottoufficiali e le più alte gerarchie.-
In un tempo in cui le nomine a "generale" era devolute per casata, dopo la rivoluzione francese - si affiancò al dogma che l'esercito dovesse essere guidato da discendenti della casate nobiliari, quello egualitario per cui anche i formati in accademie militari potevano sicuramente aspirare a tale titolo.-
Nella tradizione militare prussiana che nel "feldmaresciallo" o " .... grande feldmaresciallo", ne estremizzò l'onorificenza di cui più dell'esercito francese e dello o stesso Napoleone, che ne è esempio e ne fece ampio  uso, conosceva - del pari - si il "maresciallo di campo", ma anche il "maresciallo"  invero "...nominato sul campo", e cioè colui che per merito dimostrato "sul campo" appunto (al di là dei titoli accademici e/o nobiliari), era superiore al colonnello e/o al generale in carica, e che per ciò meritava l'onorificenza di essere da "maresciallo di campo ... sul campo nominato "a" generale.

### Giappone
Fino al termine della seconda guerra mondiale anche il Giappone conferiva il titolo onorario di feldmaresciallo (元帥 gensui) a generali e ammiragli vittoriosi. Essi, comunque, mantenevano il loro grado.

### Italia
In Italia il grado equivalente (maresciallo d'Italia), massimo rango degli ufficiali generali, fu utilizzato solo nel ventennio fascista ed ebbe valore onorifico. Creato da Mussolini nel 1924 per Cadorna e Diaz, fu poi attribuito ad altri sette generali fino al 1938, data in cui venne istituito anche il titolo di Primo maresciallo dell'Impero, riservato solo al Re e al Duce e successivamente durante il secondo conflitto mondiale altri quattro generali vennero insigniti del titolo di maresciallo d'Italia.

#### Regno delle Due Sicilie
Nel Real Esercito del Regno delle Due Sicilie fra i gradi degli ufficiali generali, esistette il grado di maresciallo di campo (comandante di divisione); il grado era superiore al grado di Brigadiere e inferiore al grado di Tenente generale. Il distintivo di grado era costituito da due spalline con ricamo dorato con corona e un giglio in oro.

### Paesi di lingua tedesca
Sebbene l'espressione maresciallo di campo equivalga letteralmente al tedesco Feldmarschall, in Austria e Germania quest'ultimo termine ha portata più ampia rispetto al corrispondente francese maréchal de camp. Il grado che più vi si avvicina è il Feldmarschallleutnant, ma ne esistevano di superiori.

### Regno Unito
Nel Regno Unito il Field Marshal è il più alto grado militare, direttamente superiore al generale. Arthur Wellesley, I duca di Wellington, fu feldmaresciallo di dodici eserciti. I suoi bastoni da maresciallo sono tutti in esposizione al Wellington Museum di Londra.

### Spagna
Il grado di mariscal de campo fu utilizzato nell'esercito spagnolo all'epoca della colonizzazione delle Americhe.

### Stati Uniti
L'esercito degli Stati Uniti non ha mai posseduto il grado di feldmaresciallo. Al suo posto usa due gradi di generale: il General of the Army (oggi a cinque stelle) e il General of the Armies (a sei).
Attualmente nessuno ricopre quest'ultimo rango. Esso fu ideato nel 1919 per il generale John Pershing, in riconoscimento dei suoi meriti da comandante del corpo di spedizione statunitense. Il generale MacArthur fu invece feldmaresciallo dell'esercito delle Filippine, ricoprendo gradi diversi in quello degli Stati Uniti.
Nel dicembre 1944 il rango di General of the Army, temporaneamente cessato nel 1888, fu reintrodotto nella sua versione moderna, e il generale Marshall divenne il primo militare dell'esercito statunitense di terra a ricevere la quinta stella (seguiva però l'ammiraglio della marina William Leahy, promosso il giorno prima). Poiché Leahy aveva caldeggiato la promozione di tutti i membri degli Stati Maggiori Riuniti, mentre Marshall l'aveva avversata, un opinionista insinuò scherzosamente che quest'ultimo non gradisse l'idea di diventare feldmaresciallo: non stava bene chiamare il Capo di Stato Maggiore "Marshall Marshall" ("maresciallo Maresciallo").